# Syndicat des arbitres de football élite
 (octobre 2022).
Si vous disposez d'ouvrages ou d'articles de référence ou si vous connaissez des sites web de qualité traitant du thème abordé ici, merci de compléter l'article en donnant les références utiles à sa vérifiabilité et en les liant à la section « Notes et références ».
Le Syndicat des Arbitres du Football d'Elite (SAFE) est un syndicat français créé en 2006, représentant les arbitres de football des championnats de football professionnel français.

## Présentation et missions du SAFE
Le SAFE (Syndicat des Arbitres du Football d’Elite), créé en 2006, représente les arbitres évoluant dans les championnats d’élite du football français (Ligue 1 McDonald’s, Ligue 2 BKT, National et Arkema Première Ligue).
L’action du SAFE est basée sur trois piliers : l’accompagnement des arbitres, la promotion et la valorisation de l’arbitrage et la défense de la fonction (individuellement ou collectivement). Le SAFE accompagne les arbitres dans les différentes démarches administratives : social, fiscal, financier, assurance, blessure, maladie… Les arbitres sont également soutenus à la fin de leur carrière pour une reconversion optimale, à l’accès à la formation et à la validation des acquis. 
Le SAFE est représenté par plusieurs arbitres au sein de la Ligue de Football Professionnel (LFP) :
•	Olivier LAMARRE : représentant des arbitres au Conseil d’Administration,
•	Fredji HARCHAY : représentant des arbitres à la Commission des Délégués,
•	José DIAS : représentant des arbitres à la Commission Sociale et d’Entraide,
•	Laurent STIEN : représentant des arbitres à la Commission des Compétitions,
•	Éric GUERIN : représentant des arbitres à la Commission Infrastructures Stades,
•	Cindy BUFFART : membre de la Commission de Discipline.
Les échanges avec les instances et les présidents de clubs sont réguliers sur les difficultés rencontrées par les arbitres dans l’exercice de leur fonction.
Au sein de la Fédération Française de Football (FFF), Sabine BONNIN, membre du Bureau Directeur du SAFE, a été élue représentante des arbitres au Comité Exécutif.
Depuis plusieurs saisons, le SAFE est engagé, en collaboration avec les ministères et diverses administrations, dans la reconnaissance du statut d’arbitre en tant que sportif de haut niveau. Bien que cette démarche n’ait pas encore abouti, l’objectif demeure intact. Ces discussions sont également menées en partenariat avec l’Association Française du Corps Arbitral Multisports (AFCAM), au sein de laquelle José DIAS siège en tant que membre du Comité Exécutif.
D’autres enjeux majeurs mobilisent le syndicat, notamment la négociation d’un contrat de prévoyance et la professionnalisation du National et des championnats féminins.
Le SAFE travaille en étroite collaboration avec l’Union Nationale des Arbitres de Football (UNAF) chargée de la défense des arbitres évoluant dans les championnats régionaux et départementaux.
Depuis juin 2023, la présidence est assurée par Bastien DECHEPY qui succède à Olivier LAMARRE. 
Le Bureau Directeur est composé de neuf autres membres : 
Eric WATTELLIER, Vice-président
Laurent STIEN, Secrétaire Général
David BENECH, Trésorier
Florence GUILLEMIN, Michaël ANNONIER, Samir ZOLOTA, Sabine BONNIN, Laurent UGO et Olivier LAMARRE, membres. 
L’équipe opérationnelle est composée de trois personnes, José DIAS, Christine PLATEAU et Léopold SCHMIDT. 